# Top 12 2020
Die Top 12 2020 sollte die 40. französische Mannschaftsmeisterschaft im Schach sein. Wegen der COVID-19-Pandemie wurde der Wettbewerb komplett abgesagt, alle Vereine behielten ihre Startberechtigung für die Austragung 2021.
Titelverteidiger ist der Club de Bischwiller, aus der Nationale I waren im Vorjahr L'Echiquier Agenais, C'Chartres Échecs und Villejuif Échecs aufgestiegen.
Die zwölf teilnehmenden Mannschaften hätten vom 4. bis 14. Juni 2020 in Chartres ein einfaches Rundenturnier spielen sollen. Über die Platzierung hätte die Anzahl der Mannschaftspunkte (3 Punkte für einen Sieg, 2 Punkte für ein Unentschieden, 1 Punkt für eine Niederlage, 0 Punkte für eine kampflose Niederlage) entschieden. Bei Gleichstand hätte zunächst der direkte Vergleich den Ausschlag gegeben, anschließend die Brettpunkt-Bilanz (Differenz aus Anzahl der Gewinn- und Verlustpartien).